# John Mainstone

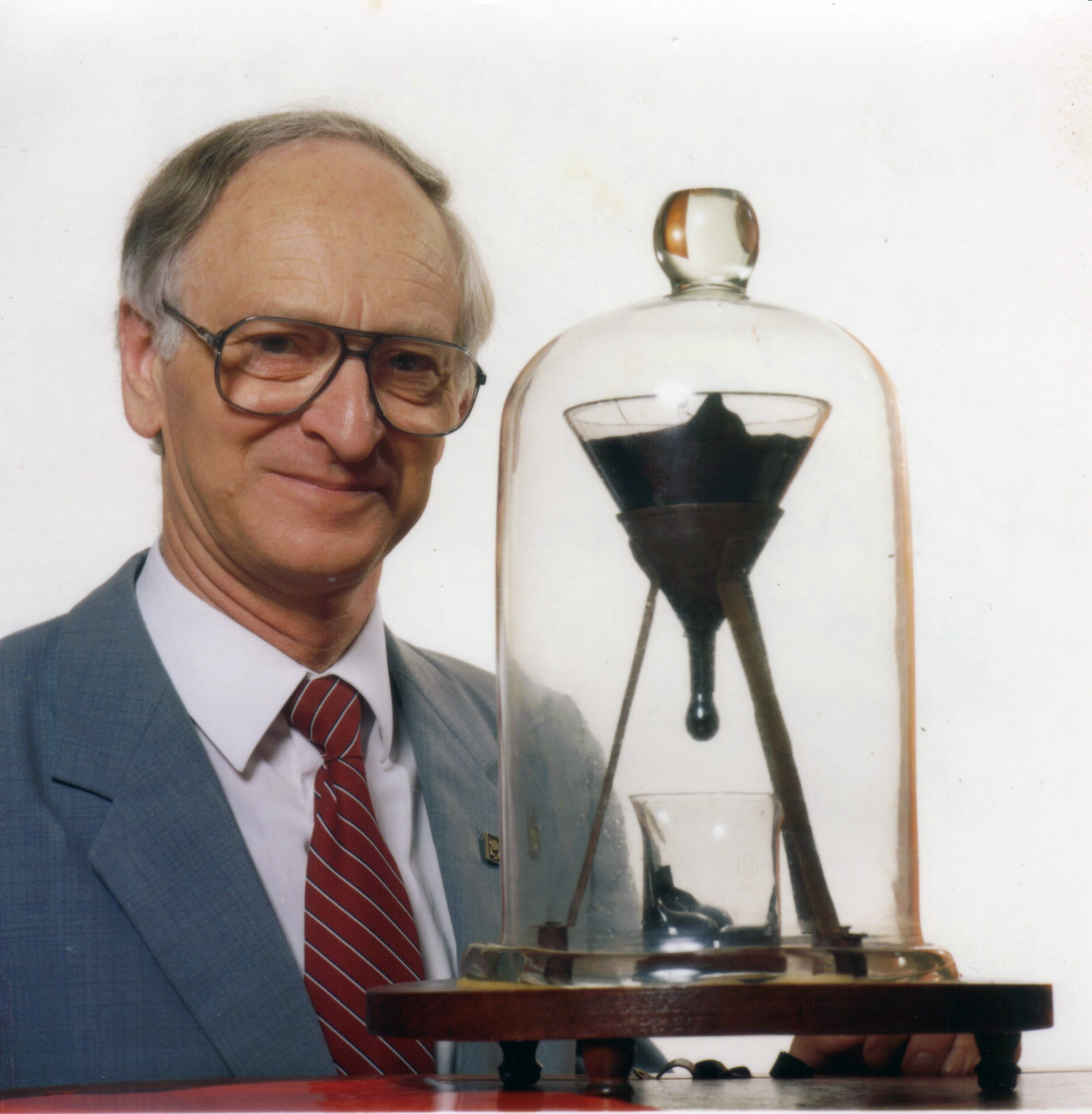
John Mainstone mit dem Pechtropfenexperiment (1990)

John Sydney Mainstone (* 12. Januar 1935; † 23. August 2013) war ein australischer Physiker. Bekannt wurde er insbesondere durch das von ihm 52 Jahre lang betreute Pechtropfenexperiment.

## Leben und Wirken
John Mainstone erhielt 1954 seinen Bachelor of Science und wurde 1958 mit der Arbeit Radio measurements of meteor velocities an der University of Adelaide zum Ph. D. promoviert. Um 1960 war er am Cavendish-Laboratorium der University of Cambridge tätig. 1961 wurde er Lecturer, 1966 Senior Lecturer, 1971 Reader an der University of Queensland und später dort Leiter des Departments für Physik. Nach seiner Emeritierung war er acht Jahre lang Direktor des Centre for Astronomy, Solar Radiation & Climate (CASRAC) der University of Southern Queensland.
Mainstone begann seine Karriere als Radioastronom, untersuchte die Ionosphäre und die Magnetosphäre. Später arbeitete er auch auf dem Gebiet der Meereskunde. Er betreute das Pechtropfenexperiment, für das er und Thomas Parnell 2005 mit den Ig-Nobelpreis geehrt wurden. Außerdem erhielt er 2004 die Medal of the Order of Australia.
John Mainstone verstarb am 23. August 2013 nach einem kurz zuvor erlittenen Schlaganfall. Er hinterließ seine Frau, drei Töchter und drei Enkelkinder.